# Observatoire urbain d'Istanbul

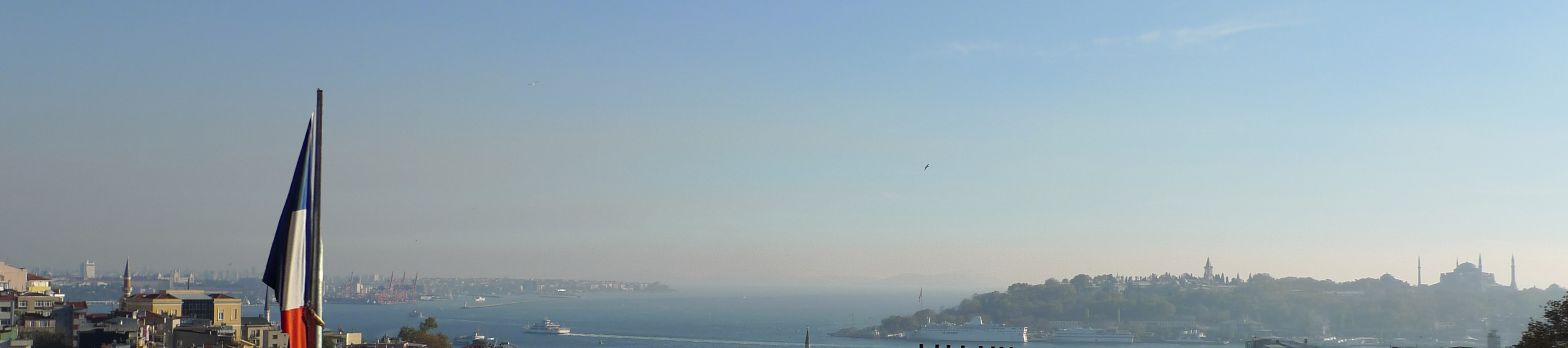
L'Observatoire urbain d'Istanbul

L’Observatoire urbain d'Istanbul (OUI) est une subdivision, créée en 1988, de l'Institut français d'études anatoliennes d'Istanbul (IFEA).

## Présentation générale
Les études urbaines sont solidement enracinées à l'IFEA, depuis les travaux du premier directeur de l'Institut, Albert Gabriel, et les enquêtes collectives sur les villes turques, effectuées au début des années 1980. La création de l'Observatoire urbain d'Istanbul (OUI) en 1988, a renforcé cet intérêt pour l'étude et l'analyse des univers citadins. Son objet, la mégapole stambouliote, formidable résumé de la Turquie, cœur actif de celle-ci et laboratoire des mutations économiques, sociales et politiques actuelles, en fait un des pôles de la recherche sur la Turquie contemporaine au sein de l’IFEA. L'observatoire apporte sa contribution à des enquêtes historiques, architecturales et sociologiques focalisées non seulement sur certains quartiers du centre historique d'Istanbul et sur les périphéries en développement, mais aussi sur les patrimoines et les dynamiques urbaines de l'ensemble du pays. Réorganisé en 1999, l'Observatoire s'intéresse désormais prioritairement à l'étude des phénomènes qui accompagnent la métropolisation d'Istanbul (développement urbain, environnement, immobilier, vie politique et économique, politiques culturelles).
Il fonctionne à la fois comme un centre d’information et de ressources documentaires, bibliographiques et cartographiques, un point d’interface Turquie/Europe, et un lieu de recherches et de valorisation de celles-ci.

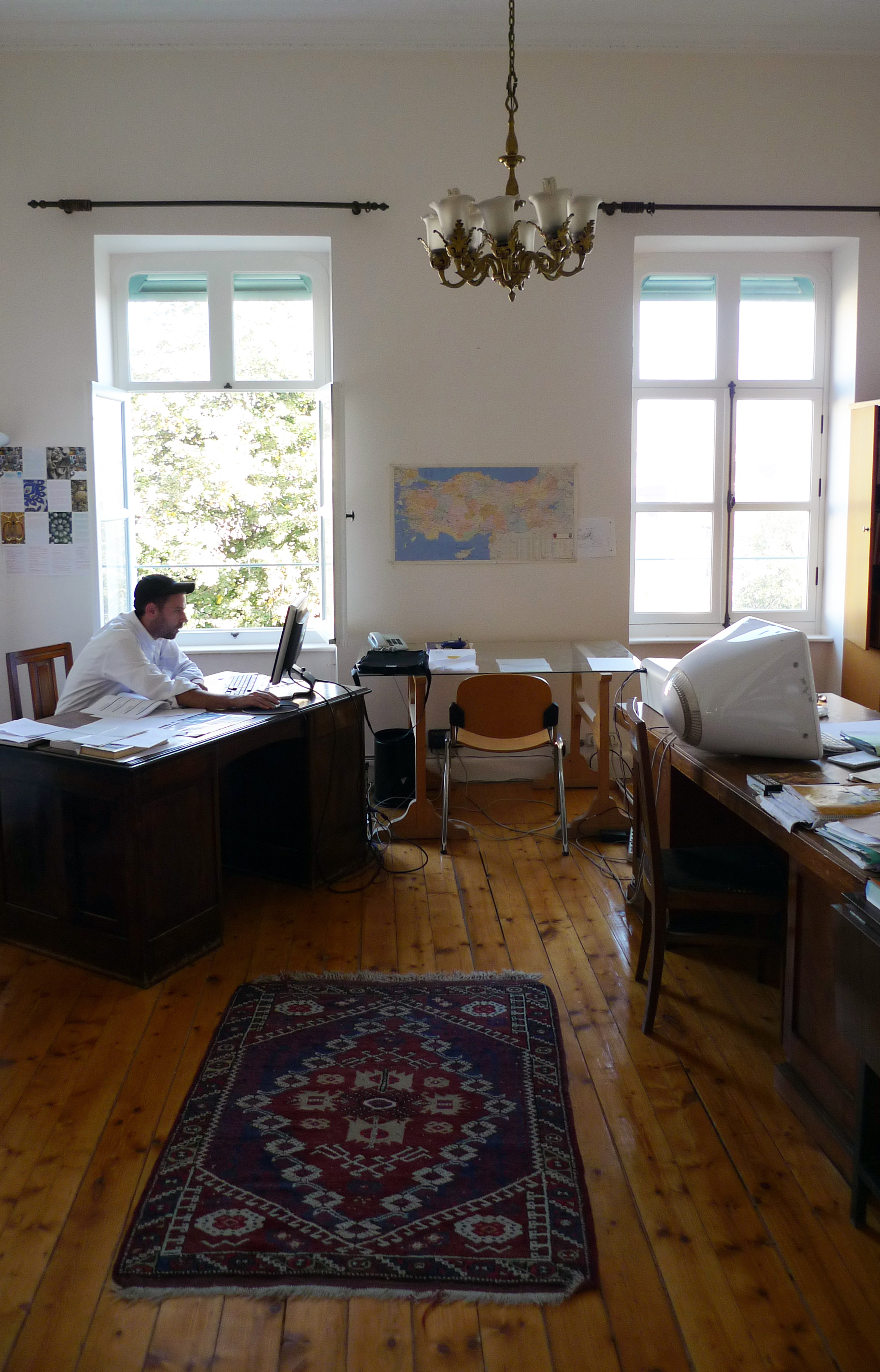
Bureaux de l'Observatoire urbain d'Istanbul

## Un centre de documentation et de ressources
Il s’agit à la fois de ressources cartographiques, de collections de photographies, de dossiers thématiques, de statistiques et d’ouvrages. Les cartes et plans, du 1/500e au 1/500 000e, concernent à la fois l’Istanbul ottomane, l’Istanbul républicaine et la Turquie d’aujourd’hui. Les dossiers de presse et la bibliothèque de l'OUI sont régulièrement remis à jour. Enfin, certains documents sont disponibles en ligne (données statistiques, résultats des programmes de recherche, études et rapports de stage, documents des conférences et colloques, etc.).

## Un point d’interface
L’Observatoire peut renseigner et guider les chercheurs et acteurs économiques s’intéressant à Istanbul. Sur demande, il est à même d’identifier les différents interlocuteurs possibles (institutionnels, universitaires, acteurs économiques, chambres professionnelles, fondations et associations). Il fonctionne comme une sorte d’intermédiaire, au service des non-turcophones peu familiers du milieu stambouliote. Des formes de partenariat très diverses se sont développées avec différentes institutions européennes (UE, CoE, OCDE, etc.), dans le cadre de programmes d'étude et de conseil.

## Un lieu de recherches et de valorisation de celles-ci
Enfin, l’Observatoire est un centre de recherches. Outre les travaux personnels de ses animateurs, il développe, en collaboration avec divers partenaires, en particulier dans le cadre de la coordination des observatoires urbains de la Méditerranée orientale et méridionale, des programmes qui visent à rendre compte des évolutions actuelles dans les villes de la région. 